# Simtek S941
Simtek S941 je Simtekov prvi dirkalnik Formule 1, ki sta ga zasnovala Nick Wirth in Paul Crooks za sezono 1994. Dirkači moštva so bili David Brabham, Jean-Marc Gounon, Domenico Schiattarella, Taki Inoue, Andrea Montermini in Roland Ratzenberger, ki se je smrtno ponesrečil na dirki za Veliko nagrado San Marina. Tudi Montermini je doživel hudo nesrečo na prostem treningu pred svojo prvo dirko za Veliko nagrado Španije.
S941 je poganjal atmosferski V8 motor Ford HBD 6, ki je imel v primerjavi s konkurenco kar nekaj manj konjskih moči, toda njegova vzdržljivost je bila solidna, saj se je pokvaril le trikrat. Dirkačem se nikoli ni uspelo uvrstiti med dobitnike točk, najboljšo uvrstitev je dosegel Gounon na dirki za Veliko nagrado Francije, kjer je dosegel deveto mesto, edino drugo uvrstitev v prvo deseterico pa je dosegel Brabham z desetim mestom na dirki za Veliko nagrado Španije.

## Popolni rezultati Formule 1
(legenda) (odebeljene dirke pomenijo najboljši štartni položaj, poševne pa najhitrejši krog)
| Leto | Moštvo | Motor      | Gume | Dirkači                | 1   | 2   | 3   | 4   | 5   | 6   | 7   | 8  | 9   | 10  | 11  | 12  | 13  | 14  | 15  | 16  | Toč | Prv |
| ---- | ------ | ---------- | ---- | ---------------------- | --- | --- | --- | --- | --- | --- | --- | -- | --- | --- | --- | --- | --- | --- | --- | --- | --- | --- |
| 1994 | Simtek | Ford HB V8 | G    |                        | BRA | PAC | SMR | MON | ŠPA | KAN | FRA | VB | NEM | MAD | BEL | ITA | POR | EU  | JAP | AVS | 0   | NC  |
| 1994 | Simtek | Ford HB V8 | G    | David Brabham          | 12  | Ret | Ret | Ret | 10  | 14  | Ret | 15 | Ret | 11  | Ret | Ret | Ret | Ret | 12  | Ret | 0   | NC  |
| 1994 | Simtek | Ford HB V8 | G    | Roland Ratzenberger    | DNQ | 11  | DNS |     |     |     |     |    |     |     |     |     |     |     |     |     | 0   | NC  |
| 1994 | Simtek | Ford HB V8 | G    | Andrea Montermini      |     |     |     |     | DNQ |     |     |    |     |     |     |     |     |     |     |     | 0   | NC  |
| 1994 | Simtek | Ford HB V8 | G    | Jean-Marc Gounon       |     |     |     |     |     |     | 9   | 16 | Ret | Ret | 11  | Ret | 15  |     |     |     | 0   | NC  |
| 1994 | Simtek | Ford HB V8 | G    | Domenico Schiattarella |     |     |     |     |     |     |     |    |     |     |     |     |     | 19  |     | Ret | 0   | NC  |
| 1994 | Simtek | Ford HB V8 | G    | Taki Inoue             |     |     |     |     |     |     |     |    |     |     |     |     |     |     | Ret |     | 0   | NC  |